# Podgórze (województwo lubelskie)
Podgórze – wieś w Polsce położona w województwie lubelskim, w powiecie chełmskim, w gminie Chełm.
Przed II wojną światową miejscowość nosiła nazwę Spas. W latach 1975–1998 miejscowość położona była w województwie chełmskim. 
Wieś jest sołectwem w gminie Chełm. Według Narodowego Spisu Powszechnego (III 2011 r.) liczyła 58 mieszkańców i była 37. co do wielkości miejscowością gminy.
Wieś jest siedzibą rzymskokatolickiej parafii Chrystusa Pana Zbawiciela w Podgórzu.

## Zabytki
- Cerkiew prawosławna, ob. Kościół Chrystusa Pana Zbawiciela w Podgórzu, k. XVI, nr rej.: A/195 z 13.02.1967. Budowla wchodziła pierwotnie w skład monasteru Przemienienia Pańskiego, prawosławnego, następnie unickiego, istniejącego do XVIII w.[7].
- cmentarze prawosławny (z k. XVIII w.) i katolicki (z 1924)[7].